# Якубовиці (Ключборський повіт)
Якубовиці (пол. Jakubowice, нім. Jakobsdorf) — село в Польщі, у гміні Бичина Ключборського повіту Опольського воєводства.
Населення — 264 особи (2011).
У 1975-1998 роках село належало до Опольського воєводства.

## Демографія
Демографічна структура станом на 31 березня 2011 року:
|          | Загалом | Допрацездатний вік | Працездатний вік | Постпрацездатний вік |
| -------- | ------- | ------------------ | ---------------- | -------------------- |
| Чоловіки | 128     | 27                 | 94               | 7                    |
| Жінки    | 136     | 34                 | 78               | 24                   |
| Разом    | 264     | 61                 | 172              | 31                   |